# Мала синиця
Мала синиця (Periparus) — рід горобцеподібних птахів родини синицевих (Paridae). Включає 3 види.

## Поширення
Представники роду поширені в Азії, а синиця чорна трапляється також в Європі та Північній Азії.

## Опис
- Синиця чорна (Periparus ater)
- Синиця рудогуза (Periparus rubidiventris)
- Синиця афганська (Periparus rufonuchalis)